# Médéric Henry
Médéric Henry est un volleyeur international français né le 20 juin 1995. Il fait partie de l’équipe de France masculine de volley-ball. En club, il joue pour Arago de Sète. puis à partir de 2017 à Nantes-Rezé et depuis 2021 au Le Plessis-Robinson Volley-ball.